# Iliok-Koixari
Iliok-Koixari - Илёк-Кошары (rus) - és un poble de l'óblast de Bélgorod, a Rússia. El 2010 tenia 683 habitants. Pertany al districte (raion) de Rakítnoie.